# Meddersheim
Meddersheim település Németországban, Rajna-vidék-Pfalz tartományban. Lakosainak száma 1320 fő (2023. december 31.).

## Népesség
A település népességének változása:
| Lakosok száma | 921  | 1314 | 1306 | 1317 | 1330 | 1320 |
|               | 1975 | 2017 | 2019 | 2021 | 2022 | 2023 |